# Autobusna linija br. 217 u Zagrebu
Linija 217 (Kvaternikov trg – Struge – Petruševečko naselje) dnevna je autobusna linija u Zagrebu.
Prometuje svaki dan na trasama:
- Kvaternikov trg – Heinzelova ulica – Radnička cesta – I. Petruševec – Petruševečko naselje
- Kvaternikov trg – Heinzelova ulica – Radnička cesta – Žitnjak – Žitnjak Martinci – III. Struge – Struge

Linija je organizirana tako da jedan polazak prometuje do Petruševečkog naselja, a drugi do Struga. Prethodno su pojedini polasci za Struge bili produženi do objekta INA-e na Strugama radnim danom u špici. Ti polasci se ukidaju do 2016.
Povezuje Petruševec, Žitnjak i Struge s Kvaternikovim trgom gdje se ostvaruje presjedanje na tramvaj.

## Vanjske poveznice
- Vozni red linije 217

1. ↑  Datoteke u GTFS formatu. zet.hr. Pristupljeno 5. lipnja 2025. - Sadrži informacije tijela javne vlasti u skladu s Otvorenom dozvolom